# Guaraciaba (Minas Gerais)
Guaraciaba is een gemeente in de Braziliaanse deelstaat Minas Gerais. De gemeente telt 10.820 inwoners (schatting 2009).

## Aangrenzende gemeenten
De gemeente grenst aan Acaiaca, Diogo de Vasconcelos, Piranga, Ponte Nova, Porto Firme, Teixeiras en Viçosa.